# كبريتات الألومنيوم
كبريتات الألومنيوم هو مركب كيميائي له الصيغة Al2(SO4)3 ، ويكون على شكل بلورات إبرية عديمة اللون، تحوي في شبكتها البلورية على ثمانية عشر جزيئة ماء Al2(SO4)3.18H2O.

## الخواص
- ينحل مركب كبريتات الألومنيوم بشكل جيد في الماء، وخاصة في الماء الساخن، لكنه لا ينحل في الإيثانول.
- محاليله المائية تتفاعل نتيجة الحلمهة بشكل حمضي واضح (محلول 1% له أس هيدروجيني مقداره 3.5).
- يفقد كبريتات الألومنيوم الماء البلوري بالتسخين فوق 86°س ، ويكون كبريتات الألومنيوم بشكله اللامائي فوق 340°س (مسحوق أبيض)، أما بالتسخين حتى التوهج فيتفكك كبريتات الألومنيوم إلى ثلاثي أكسيد الكبريت وأكسيد الألمنيوم

## من كبريتات الالمنيوم حضر اكسيد الالمنيوم
يحضر من حل هيدروكسيد الألومنيوم في حمض الكبريت المركز.

## الاستخدامات
من التطبيقات العملية لهذا المركب:
- يستخدم بشكل واسع في معالجة المياه كمعوم (flocculant)، حيث يضاف حوالي 20 غ/ل إلى حوض المعالجة ، ثم يتم رفع pH الوسط بإضافة هيدروكسيد الكالسيوم على سبيل المثال، مما يؤدي إلى ترسب هيدروكسيد الألومنيوم ، والذي يجذب إليه الجسيمات الغروية نتيجة التجاذب الكهربائي.

بعد ذلك يمكن بسهولة إزالة المواد العائمة على السطح.